# Ian Morris (Musiker)
Ian Gordon Morris (* 22. Januar 1957 in England; † 7. Oktober 2010 in Napier) war ein neuseeländischer Pop-Rock-Gitarrist, Sänger und Musikproduzent.

## Leben
Ian Morris wurde in England geboren und kam Im Alter von 9 Jahren mit seinen Eltern nach Neuseeland. Ab 1975 bis 1980 (und von 2006 bis 2008) wirkte er in der neuseeländischen Rockband Th’ Dudes als Gitarrist und Backgroundsänger mit, mit denen er 6 Alben veröffentlichte. In der übrigen Zeit war er überwiegend als Musikproduzent für neuseeländische Pop/Rock-Acts tätig. Unter dem Pseudonym Tex Pistol veröffentlichte er ab 1986 Pop-Rock-Balladen und erreichte dabei zweimal Platz 1 der Charts.

## Diskografie

### Album
- 1988: Nobody Else

### Singles
- 1986: The Ballad of Buckskin Bob
- 1987: Game of Love
- 1988: Nobody Else